# كارمن هيريرا
كارمن هيريرا هي رسامة كوبية، (ولدت في هافانا في كوبا 1915 – 2022 م).

## وصلات خارجية
- كارمن هيريرا على موقع الموسوعة البريطانية (الإنجليزية)
- كارمن هيريرا على موقع مونزينجر (الألمانية)